# Эпистемология чулана
Эпистемоло́гия чула́на (англ. Epistemology of the Closet) — книга одной из создательниц квир-теории Ив Кософски Седжвик, вышедшая в 1990 году. В ней автор утверждает, что существующая бинарная гендерная система ограничивает свободу и понимание сексуальности, поскольку есть понятие «третьего пола».
«Эпистемология чулана» поднимает вопрос о том, что из себя представляет человеческая сексуальность. И ответом на него Кософски считает собственные исследования по квир-теории, которые она представляет читателям.
По мнению автора, главная мысль книги в том, что «многие из главных узловых позиций мышления и знания в западной культуре двадцатого века выстраиваются — а в сущности, раздираемы — хроническим, теперь уже эндемическим кризисом в дефинициях гомо/гетеросексуальности, мужской по определению, начавшимся в конце девятнадцатого века».
Кософски исследовала литературу конца XIX — начала XX века, когда возросло значение гендерной идентичности и сексуальной ориентации. Ею исследована первая волна эпидемии СПИДа как историческое событие. На этом и других примерах Кософски пытается показать, как различные сексуальные противоречия в прошлом приводят к сегодняшнему непониманию[чего?]. Кроме того, в книге уделено внимание языку сексуальности и как речевые акты служат доказательством чьей-либо собственной сексуальности.

## Содержание

### Бинарность
В книге проводится мысль, что существует два взгляда на сексуальную идентичность: преуменьшающий и всеохватный.
- Преуменьшающий — некоторые люди действительно являются урождёнными геями и только они, как девиантные лица, проявляют интерес к этому.
- Всеохватный — гомосексуальность необходима людям с широким перечнем сексуальностей. В этом случае нет представления об устойчивой эротической идентичности, и в то время как не все проявляют себя бисексуалами в физическом смысле, все в какой-то степени бисексуальны в присущих им качествах ума и характера.[5]

### Язык
Язык и его маркеры — частая тема, которая широко обсуждается в «Эпистемологии чулана». Кософски продвигает мысль о том, что «гомосексуальность» является загруженным термином. По её мнению, в этом термине «всегда ощущался, хотя бы отчасти, мужской оттенок — либо от ассоциации с латинским „homo“ = мужчина, прячущейся в этой макаронической этимологии, или просто из-за большего внимания, уделяемого мужчинами в этом дискурсе (как и во многих других)».
Как и «гомосексуальность», понятие «гей» порождает путаницу. В своей книге Кософски утверждает, что некоторые женщины обозначают себя как «лесбиянки» до тех пор, пока не начинают в целом отождествлять себя с понятием «гей». Однако другие женщины считают себя «женщинами-геями» и отказываются относить себя к лесбиянкам. Это порождает очевидный языковой конфликт, что, по мнению Кософски, напрямую связано с противопоставлением «гомосексуальности» и «гетеросексуальности».
Кроме того, одним из главных понятий, рассматриваемых в книге Седжвик, является понятие «чулан» (англ. the closet), которое она определяет как пространство секрета (тайны некой или любой), имеющего отношение к самоидентификации — гендер, раса, этнос, религия, сексуальность и т. д. Такая многозначность понятия «чулан» представляет широкие возможности для понимания гомофобности современной культуры, а также определения гомо- и гетеросексуальности. Занимаясь рассмотрением отдельной скрываемой проблемы как ценности, сокровищ и неповторимости своей идентичности, своего собственного «Я», Седжвик видит её разрешение в «выходе из чулана», что в свою очередь означает простое (без вытаскивания из чулана всех тайн и секретов) признание права и свободы каждого человека в открытом самоопределении (в понимании своей идентичности).

## Сопутствующие произведения
- «Между мужчинами: английская литература и мужское гомосексуальное желание» (1985). Многие идеи из этой книги были углублены в «Эпистемологии чулана». В своей книге Кософски стремилась показать «имманентность мужских однополых связей и их запретительных построений по отношению к женско-мужским связям в английской литературе девятнадцатого века».[8][9] В «Между мужчинами» ею было введено понятие «гомосоциальность» как мужское желание, которое «referred to all male bonds, including, potentially, everyone from overt heterosexuals to overt homosexuals».[10][11] Появление нового понятия связано с убеждением Кософски в том, что «гомо-», «би-» и «гей» не могут достаточно чётко отличаться друг от друга[источник не указан 1526 дней].
- «Трогательные чувства: аффект, педагогика и перформативность» (2003). Как и «Эпистемология чулана», «Трогательные чувства» разрабатывают квир-теорию. В ней рассматриваются те чувства, которые были вызваны эпидемией СПИДа, широко распространившейся в то время. Главными же темами книги являются отношения между чувством, обучением и действием. Сама же Седжвик определяет эту книгу как «promising tools and techniques for nondualistic thought and pedagogy».[12][13]

## Повлиявшие
Кософски в «Эпистемологии чулана» опиралась на сочинения многих исследователей социально-политических идей квир-теории. Наиболее значимыми были Мишель Фуко, Герман Мелвилл, Оскар Уайлд, Фридрих Ницше и Марсель Пруст. Кософски использовала их сочинения с целью вычленить примеры, которые показывали бы верность её суждений о скрывающейся бинарности за гомосексуальностью и как язык помогает сохранять эту бинарность.
Заключительная глава книги называется «Пруст, или чулан как спектакль». В ней Седжвик взывает к женщине, которая не знает: «всемогущая, неведомая мать», которой посвящён роман Пруста. Эта гетеросексуальная женщина, терзаемая своей неспособностью определить, являются ли те мужчины, с которыми у неё была половая связь, бисексуалами, и отсюда же страх быть заражённой СПИДом. Кософски завершает свою книгу этим примером неведомой женщины как способом испытать различие между мужской и женской сексуальной идентичностью, которая слабо намечается обществом (особенно в случае с мужчинами).

## Влияние
Наибольшее влияние «Эпистемология чулана» оказала на географические исследования сексуальности. Концепт «чулана» и его эпистемология попадали в поле зрения учёных различных отраслей знания (включая географию) с целью понять сущность половых отношений.
«Эпистемология чулана» оказала большое влияние на становление гей-сообщества, где является «важной книгой» и «одним из ключевых текстов по квир-теории и, таким образом, сложной для чтения книгой».

## Оценки
Марк Эдмундсон в журнале The Nation определил книгу как «замечательную работу ума и духа», где «литературный анализ великолепен».
Роберт Тобин в журнале «Philosophy and Literature» писал, что «Читатели, кто ещё жаждет разъяснительной прозы без отступлений, вероятно, могут быть разочарованы книгой, как и читатели, чьи политические взгляды расходятся с Седжвик. Тем не менее, это, вероятно, именно те читатели, которые могли бы больше всего узнать от „Эпистемологии чулана“, которой восстанавливается положение Седжвик как одного из самых важных мыслителей в американских гей-исследованиях».
Философ О. В. Тимофеева отмечала, что «Знаменитая книга Ив (Евы) Сэджвик Кософски „Эпистемология чулана“ — яркий образец такого постфукианского исследования в области литературной критики. Вернее, не просто образец, а блестящий пересмотр литературного наследия с „гомосексуальных“ и „антигомофобных“ позиций».
Н. М. Либакова, кандидат философских наук, доцент кафедры культурологии Сибирского федерального университета высказала мнение, что «Автор книги Сэджвик Ив Кософски рассматривает современную культуру в качестве гомофобной. То есть она показывает, что проблема современной культуры в том, что люди боятся тех, кто идентифицирует себя как представителей нетрадиционной сексуальной ориентации. Причём в книге делается интересный вывод о том, что те, кто активнее всех выступает против тех же самых гей-парадов, на самом деле, латентно, являются яркими представителями данной сексуальной культуры; Кософски показывает, что подтверждения этому можно обнаружить, если проанализировать их поведение.» Также она указала на то, что «Исследователи оценивают „Эпистемологию чулана“ как важный шаг в развитии гей-теории, сформировавшейся в рамках гендерного подхода, шаг, способствующий преодолению тупика идеологической и политической псевдо-нейтральности в обширной области гуманитарных наук».

## Издания
- Sedgwick, Eve Kosofsky. Epistemology of the closet. — Berkeley, Los Angeles: University of California Press, 1990. — 276 p. — ISBN 978-0-520-07874-1.

### Переводы на русский язык
- Сэджвик Кософски И. Эпистемология чулана = Epistemology of the closet / Перевод с англ. О. Липовской и З. Баблояна. — М.: Идея-Пресс, 2002. — 272 с. — ISBN 5-7333-0042-6.